# Ласбек
Ласбек (нім. Lasbek) — громада в Німеччині, розташована в землі Шлезвіг-Гольштейн. Входить до складу району Штормарн. Складова частина об'єднання громад Бад-Ольдесло-Ланд.
Площа — 12,4 км2. Населення становить 1285 ос. (станом на 31 грудня 2020).

## Галерея

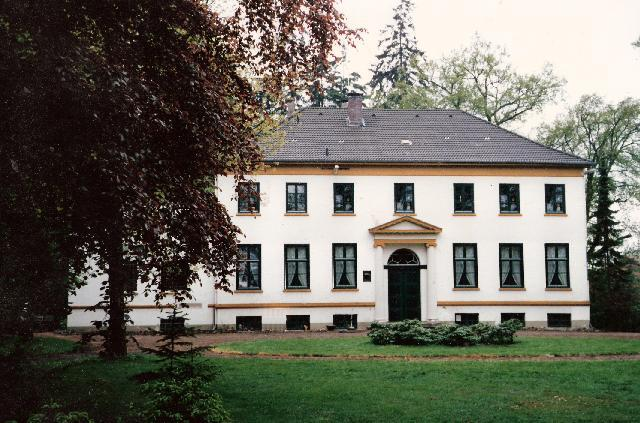